# Adelotypa malca
Adelotypa malca is een vlindersoort uit de familie van de prachtvlinders (Riodinidae), onderfamilie Riodininae.
Adelotypa malca werd in 1902 beschreven door Schaus.